# Henderson Island

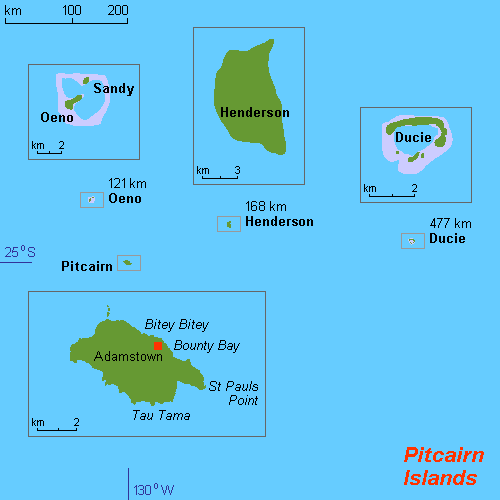
Henderson Islands läge bland Pitcairnöarna.

Henderson Island (tidigare även San Juan Bautista och Elizabeth Island) är en korallö i södra Stilla havet cirka 193 km nordost om Pitcairn. Ön har inte haft någon bofast befolkning de senaste 400 åren och är en av få atoller som höjts helt över havsytan. Därför har ekosystemet inte påverkats i högre grad av människor. 10 av 51 växtarter, fyra landfågelarter samt en tredjedel av alla insekter och snäckor är endemiska.
Den 1 juli 1902 annekterades Henderson Island av Storbritannien och ön införlivades 1938 i det brittiska koloniområdet Pitcairnöarna (Pitcairn and dependencies). Platsen upptogs på Unescos världsarvslista 1988 tack vare det rika fågellivet och de orörda fosfatreserverna.

## Geografi
Henderson var en gång i tiden en atoll med en stor lagun. Tektoniska krafter har höjt atollen så att högsta punkt ligger på 30 m ö. h. Ön har en area på cirka 37 km² med en längd på cirka 9 km och cirka 5 km bred. Henderson saknar färskvatten vilket gör den olämplig för jordbruk.
På norra delen av ön finns tre sandstränder, med korallrev utanför. Resten av ön stupar brant ner i havet. Hendersons inre är botten av det som en gång var lagunen. Växtligheten är mycket tät, men träden blir inte särskilt höga på grund av vinden och den näringsfattiga jordmånen.

## Historia
Östra Polynesiens öar befolkades relativt sent från det asiatiska fastlandet. År 200 f.Kr. hade människor nått Tahiti, den största ön bland Sällskapsöarna. Befolkningen tycks ha ökat snabbt. När en ö började bli överbefolkad, måste ungdomarna söka sig nya boplatser. Från ögruppen Tahiti seglade sedan flottar och kanoter i alla riktningar. På 900-talet hade Gambieröarna i sydväst en befolkning på flera tusen invånare. Huvudön, Mangareva blev ett centrum som bedrev handel med Sällskapsöarna och Pitcairnöarna.

### Föreuropeisk kontakt
Henderson har varit befolkad av en liten polynesisk koloni från 1100-talet och fram till 1500-talet då bosättningen av någon anledning upphörde. Båda öarna, Pitcairn och Henderson var beroende av Mangareva som hade ett överflöd av fisk och skaldjur i lagunen, goda odlingsbetingelser och rikligt med regn. Pitcairn liksom Mangareva har varit vulkaner och hade därför basalt som kunde användes för yxor och redskap. Henderson består av porös kalksten och kan därför inte lagra färskvatten och endast en mindre befolkning kunde livnära sig med hjälp av byteshandel med de två större öarna. Henderson hade fina stränder i nordväst där havssköldpaddor lade sina ägg i sanden. Levande sköldpaddor blev en eftertraktad exportprodukt till de andra öarna.

### Från 1600-talet
Ön upptäcktes den 29 januari 1606 av den portugisiske sjöfararen Pedro Fernandez de Quiros som uppkallade ön till San Juan Bautista. Men ön föll i glömska och återupptäcktes den 17 juni 1819 av brittiske sjöfararen kapten Henderson och namngavs Henderson Island efter upptäckaren.

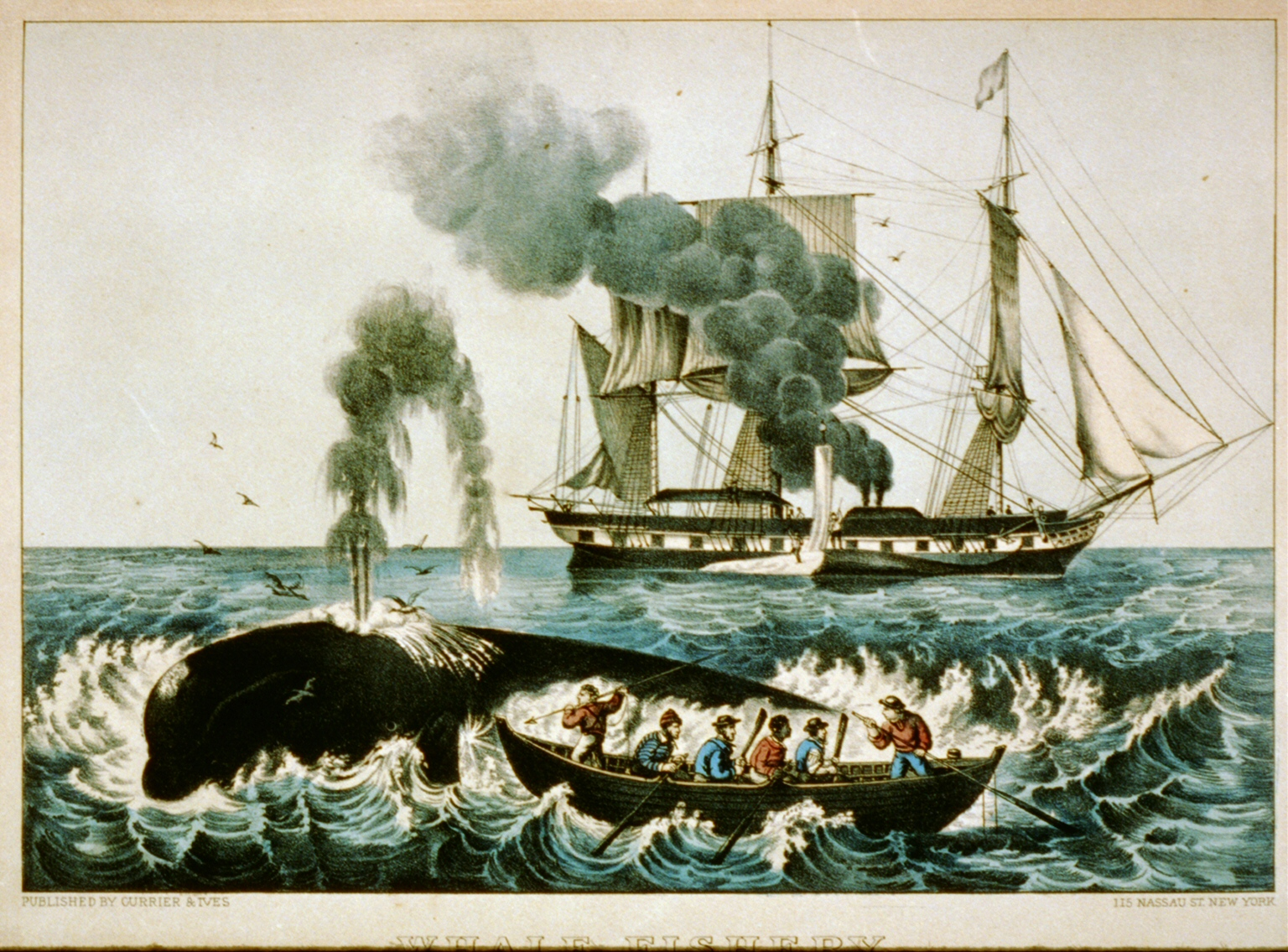
Valfångst vid slutet av 1800-talet.

På 1800-talet bedrev engelska och amerikanska fartyg valfångst i Stilla Havet. Den 20 november 1820 rapporterades att ett fartyg från Nantucket hade kolliderat med en 12 meter lång kaskelotval i närheten av Marquesasöarna. Fartyget sjönk och de överlevande i besättningen lyckades ta sig till Hendersonön i en öppen däcksbåt. De lämnade matrosen Thomas Chappel och två jungmän på ön och lyckades sedan segla till Sydamerika. Chappel och hans skeppskamrater lyckades överleva i flera månader trots brist på mat och vatten och räddades år 1822 av ett annat amerikanskt fartyg. Den amerikanske författaren Herman Melville inspirerades av denna historia och skrev romanen Moby Dick.
Idag är Henderson Island sällan besökt förutom Pitcairnbor som letar efter trä. 1957 bodde en man på ön i omkring två månader, tillsammans med en schimpans, för att få lite publicitet. Han räddades av öbor från Pitcairn.

## Forskningsexpedition
Unescos skäl för att ta upp Henderson på världsarvlistan: Ön är en av få atoller som är nästan opåverkad av människan. Dess isolerade läge är perfekt för att studera evolutionens naturliga urval. Det finns också 10 växter och fyra landfåglar som är endemiska på ön.
År 1990 planerade Dr. Michael Brooke vid Cambridge att leda en expedition med vetenskapsmän till Henderson under tiden jan 1991 till april 1992. Följande forskare är engagerade och bedriver fältstudier under en del av tiden:
- Naturforskaren Kay Kepler från Nya Zeeland.
- Ornitologen Peter Jones.
- Arkeologen Marshall Weisler vid University of Otago i Nya Zeeland.
- Entomologen Tim Benton.

Expeditionen chartrade den mindre segelbåten Te Manu, ägd av Graham Wragg, Fiji, med skepparen Alve Henricson, Sverige. Henricson fungerade också som "vildmarksvaktmästare" på ön. Han och Brooke ledde byggandet av basläger vid den norra stranden och banade väg uppför bergssidan och söderut genom den täta skogen ända ner till sydspetsen, sammanlagt nio km.

### Flora och fauna

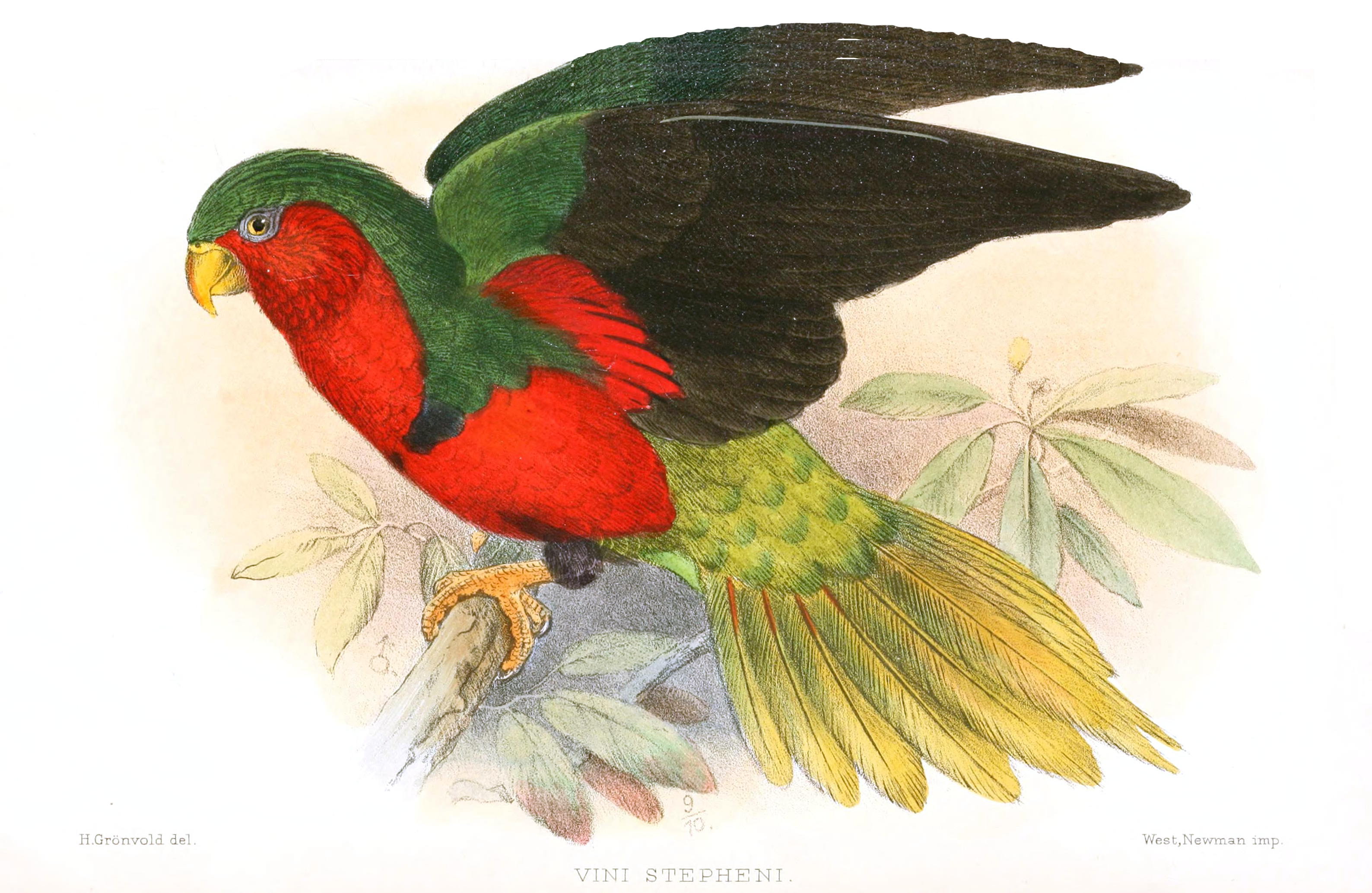
Hendersonlorikit (Vini stepheni), en art av papegoja, endemisk på Hendersonön.

Hendersonön är en av några få platser där ekologin inte har påverkats av människan.
Detta gör det möjligt att studera dynamiken i evolution och naturligt urval. Särskilt märkbart gäller detta för endemiska växter och landfåglar på ön.

#### Flora
Frånsett kokospalm och pandanus och några andra växter nära stränderna är vegetationen helt opåverkad utifrån. Henderson är täckt av snårig buskskog som blir fem till tio meter hög. Vanliga träd är Thespesia populnea, Heliotropium foertherianum, Cordia subcordata, Guettarda speciosa. Cordia subcordata är ett vackert trädslag och skördas en gång om året av Pitcairnbor och säljs till hantverkare.

#### Fåglar
Fyra endemiska landfåglar finns på ön: Hendersonfruktduva, Hendersonlorikit, Hendersonsångare och Hendersonsumphöna som inte kan flyga. Vidare har många sjöfåglar rapporterats och minst fem arter häckar på ön, bland annat stormfåglar och sulor.

#### Andra djur
Flera arter av ödlor finns, bland andra skinkar och geckoödlor. 
Det finns inga inhemska däggdjur, men polynesierna förde med sig polynesisk råtta för flera hundra år sedan. Dessa är nu ett stort hot mot fågellivet.

### Arkeologiska utgrävningar
Marshall Weisler tillbringade åtta månader på Henderson och kunde konstatera att Margareva, Pitcairn och Henderson i sydöstra Polynesien befolkades någon gång på 800-talet.
Weisler kunde slå fast att handel mellan öarna började senast år 1000 e.Kr. Margareva hade bäst förutsättningar för människor med skaldjur och fisk i lagunen, gott om vatten från bergen och odlingsbar mark på atollen. I skogar växte höga träd som blev material till stora kanoter. Men där saknades sten av god kvalitet för redskap och byggnader. Men sten fanns det gott om på Pitcairn som låg 480 km åt sydost. Den tredje beboeliga ön var Henderson, den mest avlägsna ön 640 km från Margareva. Henderson var ingen vulkanisk ö utan ett korallrev och den porösa kalkstenen kunde inte lagra vatten. De mindre öarna var därför helt beroende av Margareva som kom att fungera som en livlina för befolkningen på Pitcairn och Henderson.

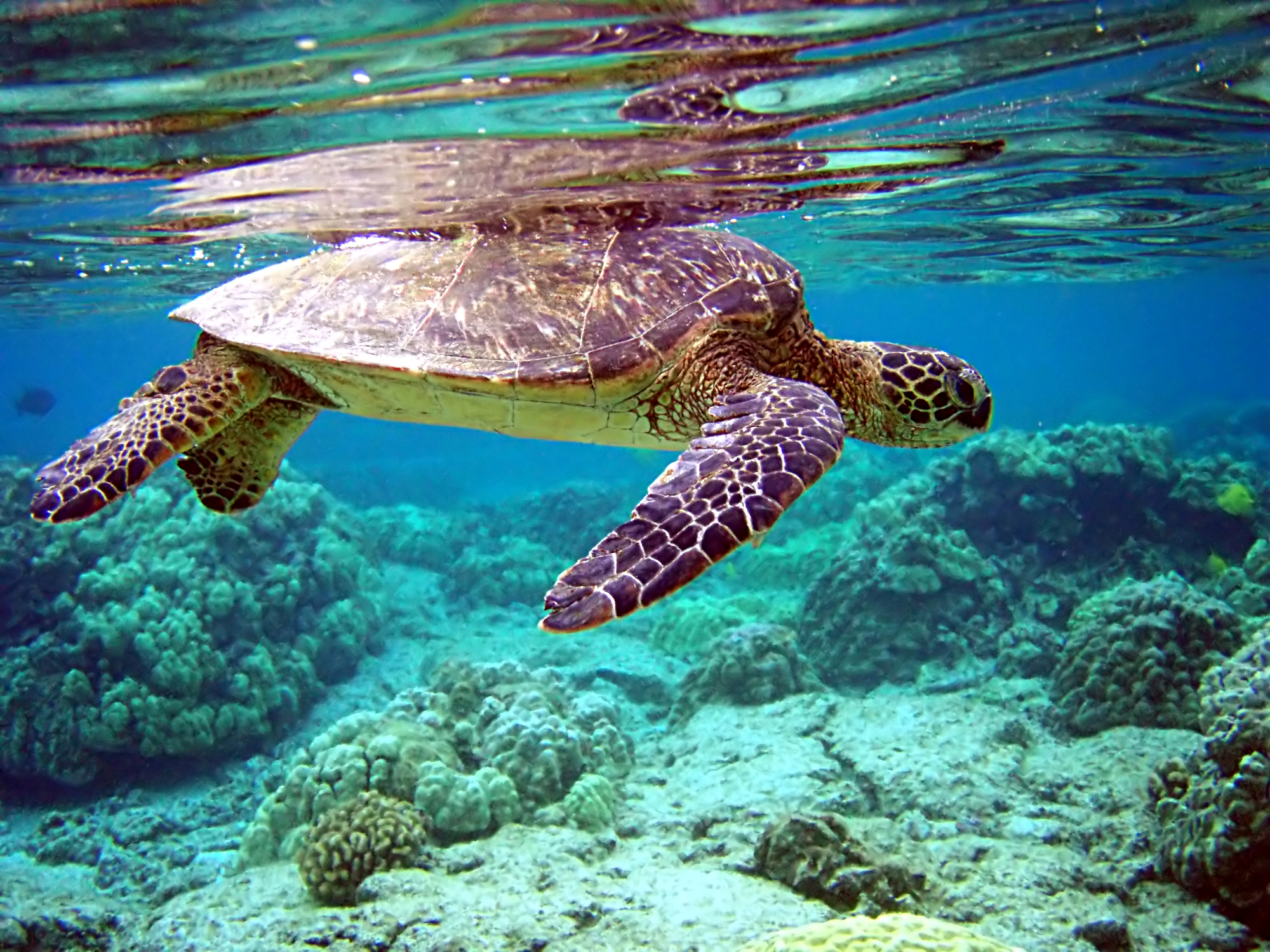
Grön havssköldpadda, Chelonia mydas

Weislers fann tecken på bosättningar nära stränderna på norra delen av Henderson. I reven utanför stränderna fanns gott om skaldjur och fisk. En av stränderna utgjorde södra Polynesiens enda kända häckningsstrand för den gröna sköldpaddan. Och på bergsluttningarna häckade miljontals sjöfåglar. Vid utgrävningar fann man en underjordisk avskrädeshög, 300 m lång och 30 m bred. Weisler och hans assistenter kunde identifiera 14000 fiskben och tre gånger så många fågelben som ansamlats under flera hundra år. Det fanns nästan inga tecken efter husgrunder, men forskarna fann arton grottor som varit bebodda. I grottorna kunde man samla vatten som droppade ner efter regn. I närheten fann man också tecken på svedjebruk och små tegar för nyttoväxter som bosättarna hade med sig. Man kunde identifiera kokosnötter, bananer, taro och flera arter av träd till virke samt oljehaltiga nötter till belysning.

## Biologisk risk
Den polynesiska råttan är ett hot mot havssköldpaddor som lägger sina ägg på en av Hendersonöns sandstränder. Det allvarligaste hotet är emellertid för fågellivet. Forskarna har påvisat att 95% av Hendersonpetrellens ungar dödas inom en vecka efter födseln. Andra hotade arter är Hendersonfruktduva och Hendersonlorikit.
Antalet sjöfåglar har minskat med över 90%.
Forskare från RSBP, Royal Society for the Protection of Birds genomförde år 2011 i samarbete med regeringen Pitcairn Islands en operation för att utrota råttorna på Henderson Island. Men sju månader efter operationen kunde en expedition konstatera att råttor fanns kvar på ön. Ytterligare åtgärder behövs.

### Hotade arter
Många fågelarter på Henderson Island är rödlistade.

#### Starkt hotad
- Hendersonpetrell[11]

#### Sårbara arter
- Hendersonsumphöna
- Hendersonsångare
- Hendersonfruktduva
- Hendersonlorikit
- Australisk småtärna
- Alaskaspov

## De sista bofasta
De sista bofasta människorna på Henderson försvann i början på 1500-talet. Arkeologerna kunde konstatera att de yngre lagren i avskrädeshögen helt saknade vulkaniskt glas från Pitcairn och ostronskal från Mangarova. Inga kanoter anlände längre från dessa öar och Henderson hade inte tillräckligt stora träd för att tillverka sjövärdiga kanoter. 
Mangareva var inte längre centrum för handel med Sällskapsöarna och Pitcairnöarna. Många öar i Polynesien hade blivit överbefolkade vilket lett till miljöförstörelse och massutrotning av växter och djur. Mangareva och Pitcairn var särskilt känsliga för skogsavverkning, som skett för att få mer odlingsmark. Invånarna på Henderson, som inte uppgick till mer än 30 personer, var fångade i en fälla. De överlevde några generationer, men hade helt försvunnit när europeiska sjöfarare började befara dessa farvatten.